# Shelfordia foveata
Shelfordia foveata är en stekelart som först beskrevs av Smith 1858.  Shelfordia foveata ingår i släktet Shelfordia och familjen bracksteklar. Inga underarter finns listade i Catalogue of Life.